# Dorothea Sophie von Sachsen-Altenburg

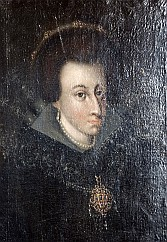
Dorothea Sophie von Sachsen-Altenburg, Fürstäbtissin von Quedlinburg

Dorothea Sophie von Sachsen-Altenburg (* 19. Dezember 1587 in Weimar; † 10. Februar 1645 ebenda) war  Äbtissin des reichsunmittelbaren und freiweltlichen Stifts Quedlinburg.

## Leben
Dorothea Sophie war eine Tochter des Herzogs Friedrich Wilhelm I. von Sachsen-Weimar (1562–1602) aus dessen erster Ehe mit Herzogin Sophie von Württemberg (1563–1590).
Sie empfing die Huldigung als Äbtissin von Quedlinburg am 21. April 1618. Schon drei Wochen vorher war sie durch Kaiser Matthias im Amt bestätigt worden. In ihre Amtszeit fällt der Dreißigjährige Krieg, der Stift und Stadt Quedlinburg außerordentlich hart traf.
Im Gegensatz zu ihren Vorgängerinnen ging Dorothea Sophie vermehrt auf Konfrontation mit dem Magistrat von Quedlinburg und dem Stiftsschutzherren Johann Georg I. von Sachsen. 1627 erließ die Äbtissin eine Kirchen- und Polizeiordnung, die wegen der Einsprüche des Stiftsschutzherren nicht vollständig zur Ausübung kam. Ein Jahr später machte Dorothea Sophie ihre jüngere Schwester Dorothea (1601–1675) zur Koadjutorin, diese heiratete jedoch 1633 Herzog Albrecht von Sachsen-Eisenach. Sie veranlasste 1639 zum 100-jährigen Jubiläum der Reformation in Quedlinburg eine Stiftung, damit dieses Fest jährlich gefeiert werden könne. Der Universität Jena machte sie zudem eine Spende von 4.000 Gulden.
In ihrem Besitz befand sich die Schrift des sächsischen Hofpredigers Abraham Langen, Christliche Kinderlehre. Darinnen der Heilige Catechismus D. Martini Lutheri aus der Heiligen Schrifft erkleret. Die persönlichen Anmerkungen der Äbtissin darin sind ungefähr so umfangreich wie der eigentliche Ursprungstext. Die Handschrift ist unleserlich, es wird vermutet, dass sie sich Notizen für ihre Predigten gemacht hat.